# Tukulti-Ninurta-epos
Het Tukulti-Ninurta-epos is een heldendicht uit Assyrië. 
Het document telt zo'n 700 regels en het is in feite een stuk politieke propaganda geschreven op last van koning Tukulti-Ninurta I van Assyrië. Deze vorst spande samen met de Elamieten tegen Kaštiliaš IV, de koning van het buurland Karduniaš, het Kassietenrijk dat over Babylonië heerste. Niet iedereen in zijn dagen stond achter de agressieve politiek tegen het buurland en het epos moest daar een antwoord op geven.
In het epos wordt de nadruk gelegd op de positieve aspecten van Tukulti-Ninurta en iedere keer dat zijn opponent genoemd wordt wordt er benadrukt hoe slecht deze was. Hij wordt kwaadaardig genoemd, koppig en onvoorzichtig en er wordt hem voor de voeten geworpen dat hij een eedbreker was, terwijl Tukulti-Ninurta zich altijd aan zijn afspraken hield. Ook de religie  wordt er bij gesleept. Als Tukulti-Ninurta zijn rivaal aanvalt, strijden alle goden aan zijn zijde, omdat ze woedend zijn op de eedbreker. Dat geldt zelfs voor de goden van het buurland:

Marduk verliet zijn verheven heiligdom, de stad [Babylon] en Sin verliet Ur, [zijn] heilige stad.

In een lange monoloog geeft Kaštiliaš in regel 178 zelfs toe dat hij de schuldige is:

Vele zijn mijn zonden tegenover Šamaš, groot zijn mijn euveldaden!

Bij de beslissende slag strijden Assur, Enlil, Anu, Sin, Adad, Ninurta en Ištar allemaal mee aan Tukulti-Ninurta's kant. Geen wonder dat hij zijn vijand vernietigend versloeg! Wie kan er nog twijfelen aan de legitimiteit van zijn acties?
Het was de zonnegod Šamaš zelf die het oordeel over de verwerpelijke Karštiliaš velde!
In werkelijkheid liet Tukulti-Ninurta de Elamieten het zware werk opknappen, viel hij daarna Babylon aan, ontvoerde de arme Kaštiliaš, nam de hele bibliotheek van Babylon mee en het godenbeeld en ladingen goud, zilver en andere buit.